# Montbrun (Lot)
Montbrun è un comune francese di 116 abitanti situato nel dipartimento del Lot nella regione dell'Occitania.

## Società

### Evoluzione demografica
Abitanti censiti